# Barbalos
Barbalos település Spanyolországban, Salamanca tartományban. Barbalos Berrocal de Huebra, Narros de Matalayegua, Herguijuela del Campo, Escurial de la Sierra és Tejeda y Segoyuela községekkel határos. Lakosainak száma 73 fő (2024).

## Népesség
A település népessége az elmúlt években az alábbi módon változott:
| Lakosok száma | 108  | 101  | 97   | 94   | 83   | 76   | 77   | 73   | 74   | 73   |
|               | 2001 | 2004 | 2007 | 2009 | 2012 | 2014 | 2017 | 2019 | 2022 | 2024 |